# 二本樹顕理
二本樹 顕理（にほんぎ あきまさ、1983年8月22日 - ）は、日本のギタリスト。

## 概要
マイケル・ジャクソンに憧れて歌って踊れるアーティストになるという夢を持っていた。中学校1年生であった1996年の夏にジャニーズ事務所に履歴書を送ると、まもなく電話がありオーディションを受けた。それから1か月もしないうちに横浜でのKinKi Kidsのコンサートに来るように言われて、その日にステージに上げられて他のメンバーと共にKinKi Kidsの後ろに立った。
ジャニー喜多川性加害問題の被害者の1人である。13歳になったばかりの頃にジャニー喜多川からの被害を受けていた。ジャニーズ事務所は1年半ほどで退所するが、それからの人生はトラウマで苦しみながら死にたいと思う日々であった。
16歳で渡米。オーディションを受け、アメリカのロックバンドのギタリストとして活動する。アメリカのテレビ番組やイベントに出演して、ヨーロッパで大規模なプロモーション活動を行い、メジャー・デビューもした。バンド解散後はバークリー音楽大学に入学。2004年に帰国して、国内外のアーティストと共演してきた。
2023年5月にジャニー喜多川の性加害を告発した。3月にマスコミにジャニー喜多川の性加害が報道されてから、3人目の実名での告発者であった。二本樹の実名告発がされた翌日の5月14日に藤島ジュリー景子は謝罪する動画と文書を発表した。これに対して二本樹は5月16日にジャニーズ事務所が第三者委員会を設置することを求めるコメント記事を出しジャニーズ事務所からの連絡を求めたが連絡は無かった。8月にジャニーズ性加害問題当事者の会を設立した。8月4日に日本記者クラブで会見を行い、会の設立の経緯や今後の活動方針を語る。会の設立の経緯は、1人で行動するよりも集まって何かした方が力になるのではないかと考えたため。このジャニー喜多川の問題は史上最悪の性加害事件であると語った。
5月にジャニー喜多川の性加害を告発してから、インターネットでは二本樹に対する誹謗中傷や脅迫めいた投稿が行われることになる。このため2023年11月3日に大阪府警察に被害届を提出した。
2024年5月には日本を離れて妻の祖国であるアイルランドに移住することを発表した。2023年2月に子供が生まれたが、二本樹に対する誹謗中傷が続いて妻の心労が絶えないため、夫婦で話し合って移住することを決めていた。子供たちへの性加害を根絶させるための活動はオンラインで続けることにした。

## 出演

### テレビドラマ
・それが答えだ！ (1997年7月2日 - 9月17日、フジテレビ) - 柳川響介